# Смит, Дэвид (легкоатлет, 1962)
Дэвид Смит (англ. David Smith; род. 21 июня 1962, Кингстон-апон-Халл, Йоркшир и Хамбер) — британский легкоатлет, специалист по метанию молота. Выступал за сборные Англии и Великобритании по лёгкой атлетике в 1982—1990 годах, чемпион Игр Содружества, многократный победитель и призёр первенств национального значения, участник летних Олимпийских игр в Сеуле.

## Биография
Дэвид Смит родился 21 июня 1962 года в городе Кингстон-апон-Халл графства Ист-Райдинг-оф-Йоркшир, Англия.
Впервые заявил о себе в лёгкой атлетике в сезоне 1982 года, выиграв серебряную медаль в метании молота на чемпионате Соединённого Королевства в Кумбране. Год спустя на аналогичных соревнованиях в Эдинбурге взял бронзу. Ещё через год превзошёл всех соперников и завоевал золото. В 1985 году вновь стал чемпионом Великобритании в метании молота, а на соревнованиях в Лондоне установил свой личный рекорд — 77,30 метра.
В 1986 году в составе английской сборной одержал победу на Играх Содружества в Эдинбурге, в составе британской сборной участвовал в чемпионате Европы в Штутгарте.
В 1987 году победил на чемпионате Соединённого Королевства в Дерби, выступил на чемпионате мира в Риме.
В 1988 году в четвёртый раз победил на чемпионате Великобритании. Благодаря череде удачных выступлений удостоился права защищать честь страны на летних Олимпийских играх в Сеуле — в программе метания молота на предварительном квалификационном этапе показал результат 69,12 метра и в финал не вышел.
После сеульской Олимпиады Смит остался действующим спортсменом и продолжил принимать участие в крупнейших международных стартах. Так, в 1990 году он добавил в послужной список серебряную награду, полученную на Играх Содружества в Окленде — в финале уступил только австралийцу Шону Карлину.
В 1993 году выиграл бронзовую медаль на чемпионате Англии в Бирмингеме.
Его сын Александр Смит тоже стал известным метателем молота, четырёхкратный чемпион Великобритании, участник Олимпийских игр 2012 года в Лондоне.